# Tomas Flachs Nóbrega
Tomas Flachs Nóbrega (* 1974 in Angola) ist ein deutscher Schauspieler.

## Leben
Flachs Nóbrega studierte an der Hochschule der Künste Bern Schauspiel und schloss 2004 mit dem Diplomstück „Wir bombardieren Bern“ ab. 2003 schrieb er das Stück „Game Over“ selbst und brachte es unter seiner Regie im Schlachthaus Theater Bern heraus. Seit 2004 ist er unter der Leitung von Matthias Hartmann am Schauspielhaus Bochum, sowie am Schauspielhaus Zürich engagiert. Mit der Produktion Hamlet des Schauspielhaus Zürich unter der Regie von Jan Bosse ging Flachs Nóbrega an das Berliner Theatertreffen.

## Stücke
- 2007 Hamlet (R.: Jan Bosse) – Schauspielhaus Zürich (Einladung zum Berliner Theatertreffen)
- 2008 Macbeth (R.: Sebastian Nübling) – Schauspielhaus Zürich
- 2008 Mein junges idiotisches Herz (R. Stephan Schmieding) – Schauspielhaus Zürich